# Syltede rødbeder
Syltede rødbeder er skiver af rødbeder konserveret i en sursød lage. Lagen består af eddike, sukker, husholdningssalt, krydderier (f.eks. peber, nelliker og laurbærblade) og evt. vand. Der kan lægges stykker af peberrod og hvidløg samt sukkerroe mellem rødbeder. Peberrod siges at have en konserverende effekt. Skiverne skæres normalt med riller ved hjælp af en chartreusekniv, hvilket forøger overfladens areal, så lagen trænger bedre ind, hvilket intensiverer smagen.
Syltede rødbeder spises i Danmark bl.a. som tilbehør til varme kødretter (f.eks. biksemad) og er også en del af den klassiske leverpostejmad (rugbrød, leverpostej, syltet rødbede).
Den ældste kendte danske opskrift på syltede rødbeder findes i den ældste kendte danske kogebog fra 1616.

## Fodnoter
1. ↑  Citeres bl.a. her: "Carlsens Peberrod - Produkter". Carlsens Peberrod A/S. Arkiveret fra originalen 7. september 2008. Hentet 2008-05-18.
2. ↑  Opskriften er gengivet i bogen  Boyhus, Else-Marie (1977). Traditionsrige retter (2. udgave). Herning: Wormianum. s. 44-45. ISBN 87-85160-40-7. For en oversigt over indholdet i kogebogen fra 1616, se Nyvang, Caroline. "Danske trykte kogebøger 1616-1899". Hentet 2008-05-18.
3. ↑  Ph.d.-afhandling af Caroline Nyvang (på Det Kgl. Bibliotek og Syddansk Universitetsbibliotek): https://bibliotek.dk/linkme.php?rec.id=870970-basis%3A50856232